# Aspö, Kotka
Aspö (finska: Haapasaari) är en ö i Finland. Den ligger i Finska viken och i Kotka stad i den ekonomiska regionen Kotka-Fredrikshamn i landskapet Kymmenedalen, i den södra delen av landet. Ön ligger omkring 24 kilometer sydöst om Kotka och omkring 120 kilometer öster om Helsingfors. Aspö utgjorde en egen kommun fram till 1 januari 1974, då den inkorporerades i Kotka stad.
Öns area är 34,6 hektar och dess största längd är 1,1 kilometer i öst-västlig riktning.
Aspö är ett omtyckt utfärdsmål, med båtförbindelse från Kotka. Där finns också en gränsbevakningsstation, som används av dem som kommer från Ryssland och inte använder skärgårdsfarleden.

## Klimat
Inlandsklimat råder i trakten. Årsmedeltemperaturen i trakten är 6 °C. Den varmaste månaden är augusti, då medeltemperaturen är 17 °C, och den kallaste är januari, med −3 °C.